# Midi olympique
Midi olympique est un journal bi-hebdomadaire français spécialisé dans le rugby, appartenant au groupe La Dépêche et basé pour partie à Toulouse et pour l'autre à Paris. Fondé en 1929, c'est l’un des plus anciens hebdomadaires français encore en existence (après Le Canard enchaîné). Jean-Michel Baylet en est le directeur de la publication et Emmanuel Massicard le directeur de la rédaction.

## Historique
Surnommé « Midol » ou « Le Jaune » en référence à la couleur du papier qui le compose, il est sous-titré « le journal du rugby ». Il couvre essentiellement l'actualité du rugby à XV, des professionnels du Top 14 aux équipes amateurs des niveaux les plus modestes (Quatrième Série), et il consacre également une page au rugby à XIII. À ce sujet, il est avec Rugby League World et Rugby Leaguer & League Express la seule publication nationale version « papier  » à traiter  du rugby à XIII français, et la seule en langue française.
Il paraissait le lundi uniquement jusqu'au printemps 2006. À cette date, afin de suivre l'engouement grandissant pour le rugby, la rédaction a choisi de sortir un deuxième numéro le vendredi. Le numéro du lundi est surnommé le « rouge » et celui du vendredi le « vert », en référence à la couleur du titre du journal en une.
En 1998, Midi olympique lance un site web à son nom, rebaptisé rugbyrama.fr en 2000, en partenariat avec Eurosport et change la formule du journal sous l'impulsion de son directeur de la rédaction Jacques Verdier. Un autre séquencement voit le jour et de nouvelles rubriques apparaissent : technique, chroniques, "cris et chuchotements" qui sont des pages d'information, etc.
En 2005, le journal tirait à 140 000 exemplaires le lundi et à 120 000 le vendredi, pour une diffusion d'environ 89 000 exemplaires à chaque parution, en augmentation régulière (+2 % par an depuis 1999). Des numéros spéciaux sont publiés en début et en fin de saison pour présenter ou résumer les événements passés ou à venir. Chaque premier lundi du mois, « Midol » est vendu avec un supplément magazine, « Midi olympique magazine ».
Le 8 juin 2015, le site midi-olympique.fr est mis en ligne, en parallèle de rugbyrama.fr qui reste co-édité avec Eurosport. Depuis 2017, le journal est rendu disponible en version numérique sur les principales plateformes de distribution numérique à 19 h 30 la veille du jour de sa diffusion en kiosque.
En 2017 est créée la société Midol Sports, structure regroupant l'ensemble des activités et des marques rugby du groupe La Dépêche du Midi : Midi Olympique, Rugbyrama, Les Oscars Midi Olympique, Gentleman, Ovalie Communication. Le directeur général en est Xavier Spender jusqu'en mai 2018.[réf. nécessaire]
Depuis septembre 2017, c'est la rédaction de Midi olympique sous la responsabilité d'Emmanuel Massicard qui produit l'ensemble des contenus édités sous les marques Midi Olympique et Rugbyrama. 
Le 31 décembre 2017, Jacques Verdier, journaliste au sein de la rédaction durant trente-sept années et directeur délégué du journal depuis 1997, prend sa retraite professionnelle. Il meurt subitement un an plus tard en faisant son footing.
En janvier 2023, la collaboration entre Eurosport et Midi olympique quant à la gestion du site web rugbyrama.fr prend fin ; la prise en charge intégrale de ce dernier revient alors à Midi olympique.

## Directeurs
- Jean-Jacques Pouech
- Depuis 1981 : Jean-Michel Baylet

## Directeurs de la rédaction
- Raymond Sautet
- Henri Gatineau
- André Raynal
- ? - 1997 : Henri Nayrou
- 1997 - 2017 : Jacques Verdier
- 2018 -      : Emmanuel Massicard

## Les Oscars du Midi olympique
Depuis 1954, la rédaction, via son lectorat, décerne chaque année les Oscars Midi olympique, récompensant les meilleurs joueurs du mois et de l'année. Depuis 2003, les Oscars récompensent aussi les trois meilleurs entraîneurs de la saison, ainsi que le meilleur joueur du Monde, le meilleur joueur étranger évoluant dans le Top 14 et le meilleur joueur européen.
Enfin, Midi olympique remet chaque mois l'Oscar du mois au meilleur joueur mensuel, Top 14 et Pro D2 confondus.